# 花 (映画)
『花』（はな）は2002年に製作された日本映画。2003年11月1日公開、湯布院映画祭招待作品。

## ストーリー
自分の頭に動脈瘤があること、手術をすると記憶を失う可能性があること知った青年野崎は仕事をやめ、現実から逃げるような生活を送っていたが、ある日鳥越という弁護士を一週間かけて鹿児島県指宿市まで車で、それも高速道路を使わずに送るという妙なバイトを引き受ける。鳥越は指宿のホスピスから元妻の悲報が届き、そこまで元妻の遺品を取りに行こうというのだが、元妻のことを顔すら思い出せずにおり、新婚旅行の旅路をたどり記憶を取り戻そうとしていることを話す。

## キャスト
- 野崎陽一郎 - 大沢たかお
- 鳥越弘 - 柄本明
- 野崎の彼女の千香子 - 西田尚美
- 若い頃の鳥越 - 加瀬亮
- 鳥越の妻の恵子 - 牧瀬里穂
- 通りがかりの自転車乗り - 仲村トオル
- 動脈瘤を告げる医師 - 南果歩
- ホスピスの看護師 - 藤村志保
- 食堂のおばちゃん - 樋口可南子
- 射的の屋台の怖いおじさん - 椎名桔平

## スタッフ
- 制作 - 若杉正明
- エグゼクティブ・プロデューサー - 甲斐真樹
- プロデューサー - 田辺順子
- 監督 - 西谷真一
- 原作 - 金城一紀（短編集「対話篇」収録の「花」）
- 脚本 - 奥寺佐渡子
- 音楽 - 村治佳織
- 撮影 - 町田博
- 照明 - 木村太朗
- 美術 - 福澤裕二
- 録音 - 横野一氏工
- 編集 - 奥原好幸
- スペシャル・サンクス - 相米慎二